# Ylva Ericson
Ylva Ericson, under en period Myrgren, född 10 juli 1956 i Vaxholms församling, Stockholms län, död 20 juli 2020 i Väddö distrikt, Stockholms län, var en svensk författare och journalist.
Hon var dotter till illustratören Ola Ericson. Tillsammans skapade de hästserien Broknäsflickorna som i 900 seriesidor mellan 1974 och 1985 publicerades i tidningen Min Häst (där Ylva Ericson länge var redaktionell medarbetare). Från 1992 samlades serierna i fem album. Ericson skrev även artiklar i veckopressen och gav under en tid ut en lokaltidning när hon var bosatt i Järvsö.